# قائمة أعلام الفلبين
هذه قائمة الأعلام المستخدمة في الفلبين.

## العلم الوطني
| العلم | التاريخ       | الاستخدام   | الوصف |
| ----- | ------------- | ----------- | --- |
|       | 1898–حتى الآن | علم الفلبين | العلم مقسم بشكل متساوي بصورة أفقية باللونين الأزرق والأحمر ويوجد كذلك في العلم مثلث متساوي الأضلاع باللون الأبيض وفي وسط المثلث توجد شمس باللون الأصفر يخرج منها ثمانية أشعة ويوجد كذلك على رأس كل زاوية في المثلث نجمة خماسية الشكل باللون الأصفر |

## الأعلام العسكرية
| العلم | التاريخ                     | الاستخدام                    | الوصف                                                                                        |
| ----- | --------------------------- | ---------------------------- | -------------------------------------------------------------------------------------------- |
|       | (1936–1998) (1998–حتى الآن) | علم الحرب                    | العلم الوطني، ولكن اللون الأحمر والأزرق معكوساً.                                              |
|       | 2005–حتى الآن               | علم القوات المسلحة الفلبينية |                                                                                              |
|       | 2002–حتى الآن               | علم البحرية الفلبينية        | شعار البحرية على حقل أزرق غامق                                                               |
|       | 2004–حتى الآن               | علم مشاة البحرية الفلبينية   | شعار مشاة البحرية على علم أزرق، تحيط به شرائط تحمل اسم السلاح باللغة الإنجليزية والتاغالوغية |
|       | 2005–حتى الآن               | علم الجيش الفلبيني           | شعار الجيش على حقل أخضر غامق                                                                 |
|       | 2005–حتى الآن               | علم القوات الجوية الفلبينية  | شعار القوات الجوية على حقل أزرق                                                              |

## الأعلام المدنية
| العلم | التاريخ       | الاستخدام           | الوصف                                    |
| ----- | ------------- | ------------------- | ---------------------------------------- |
|       | 1903–حتى الآن | علم الفلبين الساحلي | علم أبيض عليه نجمة زرقاء وأخرى في الوسط. |
|       |               | العلم البحري        |                                          |

## الأعلام التاريخية
| العلم                                        | التاريخ                | الاستخدام                                                                                        | الوصف | ملاحظات |
| -------------------------------------------- | ---------------------- | ------------------------------------------------------------------------------------------------ | --- | --- |
|                                              | 1515–1888              | علم سلطنة ماغويندناو.                                                                            | راية صفراء | |
| جزر الهند الشرقية الإسبانية (1565–1898)      |                        |                                                                                                  | | |
|                                              | 1565–1762، 1764–1821   | استخدم العلم عندما كانت الفلبين جزءًا من إسبانيا الجديدة.                                         | صليب بورجوندي | |
|                                              | 1762–1764              | استخدم العلم أثناء الاحتلال البريطاني لمانيلا.                                                   | علم شركة الهند الشرقية قبل 1810 | |
|                                              | 1821–1873              | علم جزر الهند الشرقية الإسبانية.                                                                 | ثلاثة ألوان أفقية من الأحمر والأصفر؛ مع الشعار الملكي | |
|                                              | 1873–1874              | استخدم خلال فترة الجمهورية الإسبانية الأولى.                                                     | العلم السابق ولكن مع إزالة التاج الملكي | |
|                                              | 1874–1898              | استخدام عندما عاد الحكم إلى البوربون                                                             | أعيد استخدام علم مملكة إسبانيا المستخدم قبل الجمهورية الإسبانية الأولى. | |
| الثورة الفلبينية - الجمهورية الفلبينية الأول |                        |                                                                                                  | | |
|                                              | 1897–1898              | أول علم رسمي لجمهورية الفلبين. استخدم أيضاً خلال الثورة الفلبينية.                                | يتكون من شمس بيضاء ذات ثمانية أشعة مع وجه تتوسط حقل أحمر. | |
|                                              | 1898–1901              | العلم الذي صممه الرئيس إميليو أغينالدو.                                                          | العلم مقسم بشكل متساوي بصورة أفقية باللونين الأزرق والأحمر ويوجد كذلك في العلم مثلث متساوي الأضلاع باللون الأبيض وفي وسط المثلث توجد يحتوي على شمس ذات وجه تشبه شمس مايو. يخرج منها ثمانية أشعة تمثل المقاطعات الثمانية التي تمردت ضد الاستمعار ويوجد كذلك على رأس كل زاوية في المثلث نجمة خماسية الشكل باللون الأصفر. | |
| الفترة الأمريكية (1898-1946)                 |                        |                                                                                                  | | |
|                                              | 1898–1908              | أثناء الإدارة المباشرة من الولايات المتحدة الأمريكية.                                            | يضم العلم 13 خطا أحمر وأبيض ترمز إلى عدد المستعمرات البريطانية عند إعلان الاستقلال عن بريطانيا العظمى، مع مربع أزرق يضم عدة نجوم ترمز إلى عدد الولايات الأمريكية، زاد عدد النجوم مع توسع الولايات المتحدة. | أصدرت اللجنة الفلبينية القانون رقم 1697 أو قانون العلم لعام 1907، الذي يحظر عرض العلم الفلبيني وعزف النشيد الوطني. |
|                                              | 1908–1912              | العلم الأمريكي بعد انضمام أوكلاهوما                                                              | يضم العلم 13 خطا أحمر وأبيض ترمز إلى عدد المستعمرات البريطانية عند إعلان الاستقلال عن بريطانيا العظمى، مع مربع أزرق يضم عدة نجوم ترمز إلى عدد الولايات الأمريكية، زاد عدد النجوم مع توسع الولايات المتحدة. | |
|                                              | 1912–1919              | العلم الأمريكي بعد انضمام أريزونا ونيومكسيكو                                                     | يضم العلم 13 خطا أحمر وأبيض ترمز إلى عدد المستعمرات البريطانية عند إعلان الاستقلال عن بريطانيا العظمى، مع مربع أزرق يضم عدة نجوم ترمز إلى عدد الولايات الأمريكية، زاد عدد النجوم مع توسع الولايات المتحدة. | |
|                                              | 1919–1936              | من 30 أكتوبر 1919.                                                                               | رفع علمين في الفلبين: العلم الأمريكي وعلم إيميليو أغوينالدو ولكن مع إزالة وجه الشمس. كانت هناك العديد من إصدارات العلم حيث لم يتم تدوين أي تصميم رسمي. | |
|                                              | 1936–1946              | من 30 أكتوبر 1919.                                                                               | | والذي أصبح العلم الوطني للفلبين مع إلغاء القانون رقم 169.                                                          |
| الاحتلال الياباني (1942–1945)                |                        |                                                                                                  | | |
|                                              | 1942–1943              | استخدم خلال الاحتلال الياباني                                                                    | راية بيضاء مستطيلة يتوسطها قرص أحمر كبير | |
|                                              | 14 أكتوبر 1943         | استخدم أثناء قيام الجمهورية الثانية.                                                             | تصميم إيميليو أغوينالدو | |
| 1946 - الآن                                  |                        |                                                                                                  | | |
|                                              | 1946–1985              | بعد الاستقلال، ظلت مواصفات تصميم مانويل كويزون مستخدمة، لكن اختلفت درجات اللونين الأزرق والأحمر. | بموجب الأمر التنفيذي رقم 23، بتاريخ 25 مارس 1936. أُستخدم اللون الأزرق الداكن، على غرار العلم الأمريكي. | |
|                                              | 1985–1986              | بعد الاستقلال، ظلت مواصفات تصميم مانويل كويزون مستخدمة، لكن اختلفت درجات اللونين الأزرق والأحمر. | عدلت اللون العلم بموجب الأمر التنفيذي رقم 1010، s. في 25 فبراير 1985. غيرت درجة اللون الأزرق من الأزرق الداكن إلى الأزرق الفاتح. | |
|                                              | 1986–1998              | بعد الاستقلال، ظلت مواصفات تصميم مانويل كويزون مستخدمة، لكن اختلفت درجات اللونين الأزرق والأحمر. | اُستعديت نسخة عام 1936 بعد ثورة عام 1986. أعادت الرئيسة كورازون أكينو مواصفات العلم من خلال الأمر التنفيذي رقم 292، 1987 الذي وقع في 25 يوليو 1986. | |
|                                              | 1998–حتى الآن          | بعد الاستقلال، ظلت مواصفات تصميم مانويل كويزون مستخدمة، لكن اختلفت درجات اللونين الأزرق والأحمر. | حددت ألون العلم بالأزرق 80173 ؛ والأبيض 80001 ؛ والأحمر 80108 ؛ والنجوم والشمس 80068. | |
| أخرى                                         |                        |                                                                                                  | | |
|                                              | 1762–1763              | علم ثورة بالاريس                                                                                 | [ 5 ] | |
|                                              | القرن الثامن عشر       | علم سلطنة سولك                                                                                   | علم سلطنة سولو حسب Pierre Sonnerat ‏ | |
|                                              | 1807                   | علم ثورة باسي                                                                                    | | |
|                                              | 1845–1898              | علم مقاطعة مانيلا                                                                                | | |
|                                              | 1886–1898              | علم مقاطعة إلويلو                                                                                | | |
|                                              | 1872                   | علم تمرد كافيت                                                                                   | | |
|                                              | أواخر القرن التاسع عشر | علم سلطنة سولك                                                                                   | | |
|                                              | 1898                   | علم ثورة نيجروس                                                                                  | | |
|                                              | 1898–1901              | علم جمهورية نيجروس                                                                               | | |
|                                              | 1902–1906              | علم جمهورية التاغالوغ                                                                            | | |
|                                              | 1936–1945              | علم الكتائب الفلبينية                                                                            | | |
|                                              | 1956–1974              | علم Free Territory of Freedomland ‏                                                               | | |

## الأعلام الإقليمية
من بين 17 منطقة في البلاد، فقط منطقة بانجسامورو المتمتعة بالحكم الذاتي في مينداناو لديها علم خاص رسمي.
| العلم | التاريخ       | الاستخدام                                     | الوصف |
| ----- | ------------- | --------------------------------------------- | --- |
|       | 1992–2019     | علم منظقة الحكم الذاتي الاقليمي لمسلمي مندناو | ثلاثة أشرطة أفقية متوازية ملونة من الأعلى للأسفل بالأزرق والأبيض والأحمر، وفي الشريط الأوسط دائرة خضراء بها هلال مائل وخمسة نجوم؛ وفي الشريط السفلي، كريس. ويقصد بعدد النجوم تمثيل عدد المقاطعات المكونة للمنطقة، تفاوتت فعليًا من أربعة (1992-2001)، إلى خمسة (2001-2006)، وستة (2006-2008) إلى خمسة مرة أخرى (2006-2019)، ولكن نظرًا لقانون 1992، ظل التصميم الأول هو العلم الرسمي بحكم القانون. |
|       | 2019–حتى الآن | علم بانجسامورو                                | مستطيل مقسم أفقياً لثلاث أشرطة أخضر وأبيض وأحمر، وفي الشريط الأوسط هلال أصفر ونجمة سباعية وفي الشريط السفلى كريس. |
|       | 1988–1995     | علم منطقة كورديليرا الإدارية                  | يتألف العلم من لونين متساويين بالحجم الجزء الاعلى أخضر والجزء الأسفل أصفر، ويتوسطه درع محارب كورديليرا يحمل شعار Regional Development Council ‏. |

## أعلام المقاطعات
| المنطقة                         | المقاطعة                            | العلم | الوصف | التاريخ                                   |
| ------------------------------- | ----------------------------------- | ----- | --- | ----------------------------------------- |
| منطقة كورديليرا الإدارية        | أبرا                                |       | حقل أخضر يتوسطه شعار المقاطعة. نسبة العلم تقارب 2: 3. |                                           |
| المنطقة 13 كاراجا               | أغوسان ديل نورت                     |       | حقل أصفر ذهبي يتوسطه شعار المقاطعة. نسبة العلم تقارب 2: 3. علم مكتب الحاكم : حقل أصفر ذهبي يتوسطه شعار المقاطعة وجملة "AGUSAN DEL NORTE" أسفل الختم ؛ تبلغ نسبة هذا العلم تقريبًا 1: 2.                                                      |                                           |
| المنطقة 13 كاراجا               | أغوسان ديل سور                      |       | حقل أصفر يتوسطه شعار المقاطعة. نسبة العلم تقارب 2: 3. |                                           |
| المنطقة 6 (بيسايا الغربية)      | أكلان                               |       | علم مكتب الحاكم: حقل أصفر ذهبي يتوسطه شعار المقاطعة وجملة "PROVINCE OF AKLAN" فوق الختم. نسبة العلم تقارب 2: 3. نسخة غرفة سانغونيانغ بانلاويغان (بيضاء): حقل أبيض يتوسطه شعار المقاطعة؛ نسبة العلم تقارب 2: 3.                              |                                           |
| المنطقة 5 (بيكول)               | ألباي                               |       | حقل أبيض يتوسطه شعار المقاطعة. نسبة العلم هي 1: 2. نسخة مكتب الحاكم: حقل أبيض يتوسطه شعار المقاطعة وجملة "PROVINCE OF ALBAY" أسفل الختم؛ تبلغ نسبة هذا العلم تقريبًا 1: 2.                                                                   |                                           |
| المنطقة 6 (بيسايا الغربية)      | آنتيك                               |       | حقل أخضر غامق يتوسطه شعار المقاطعة. تبلغ نسبة العلم تقريبًا 3: 5. |                                           |
| منطقة كورديليرا الإدارية        | آبايو                               |       | حقل أصفر ذهبي يتوسطه شعار المقاطعة وجملة "PROVINCE OF APAYAO" أسفل الختم. نسبة العلم تقارب 2: 3. |                                           |
| المنطقة 3 (لوزون المركزية)      | أورورا                              |       | حقل أخضر يتوسطه شعار المقاطعة. نسبة العلم تبغ حوالي 1: 2. | 2015                                      |
| بانجسامورو                      | باسيلان                             |       | حقل أخضر يوجد عليه شعار المقاطعة وشعار منطقة بانجسامورو. وجملة PROVINCIAL GOVERNMENT // OF // BASILAN باللون الأبيض في النصف السفلي من العلم ؛ نسبة العلم تقارب 2: 3.                                                                       | 2014                                      |
| المنطقة 3 (لوزون المركزية)      | باتان                               |       | حقل أبيض يوتسطه شعار المقاطعة. نسبة العلم حوالي 1: 2. |                                           |
| المنطقة 2 (كاغايان)             | باتانيس                             |       | حقل كستنائي يتوسطه شعار المقاطعة. تبلغ نسبة العلم تقريبًا 1: 2. | 1995 (الحالي)                             |
| المنطقة 4-أ (كالابارزون)        | باتانغاس (علم باتانغاس)             |       | ثلاثة أشرطة أفقية أزرق ملكي وأبيض وأحمر، يتوسطه شعار المقاطعة في وسط الشريط الأبيض. نسبة العلم هي 1: 2. | ديسمبر 2009                               |
| منطقة كورديليرا الإدارية        | بينغويت                             |       | حقل أبيض يتوسطه شعار المقاطعة. نسبة العلم الأكثر شهرة هي 1: 2. |                                           |
| المنطقة 8 (بيسايا الشرقية)      | بيليران                             |       | حقل أزرق كحلي يتوسطه شعار المقاطعة. نسبة العلم حوالي 1: 2. |                                           |
| المنطقة 7 (بيسايا الوسطى)       | بوهول (علم بوهول)                   |       | ثلاثة أشرطة عمودية أزرق داكن وأبيض وأحمر، يتوسط الشريط الأبيض تلال الشوكولا وسيفين، بالإضافة إلى نجمة صفراء خماسية اللون صفراء (دائمًا على اليمين). نسبة العلم الرسمي هي 1: 2.                                                               | 1997 (قرار مجلس المحافظة رقم 121)         |
| المنطقة 10 (مينداناو الشمالية)  | بوكيدنون (علم بوكيدنون)             |       | ثلاثة أشرطة أفقية أبيض وأحمر وأسود، يتوسط العلم شعار ذهبي يتكون من رمح يشير إلى الأسفل، ودرع يتوسطه جبال كيتانجلاد. أبعاد العلم الرسمية هي العرض 34 بوصة والطول 64 بوصة، أو 17:32.                                                          |                                           |
| المنطقة 3 (لوزون المركزية)      | بولاكان                             |       | حقل أخضر يتوسطه شعار المقاطعة، نسبة العلم الأكثر شيوعًا هي 1: 2. |                                           |
| المنطقة 2 (كاغايان)             | كاغايان (علم كاغايان)               |       | ثلاثة أشرطة أفقية أزرق داكن وأصفر ذهبي وأخضر، مع الشعار الإقليمي محاط بـ 29 نجمة بيضاء خماسية. نسبة العلم الرسمي هي 1: 2. | 11 مارس 1970 (قرار مجلس المحافظة رقم 319) |
| المنطقة 5 (بيكول)               | كامارينس نورتي                      |       | العلم الحكومي: حقل أبيض يتوسطه شعار المقاطعة؛ تبلغ نسبة العلم تقريبًا 1: 2. العلم المدني: ثلاثة أشرقة أفقية أخضر وأبيض وأصفر؛ تبلغ نسبة العلم تقريبًا 1: 2.                                                                                   |                                           |
| المنطقة 5 (بيكول)               | كامارينس سور                        |       | حقل أزرق ملكي يتوسطه شعار المقاطعة. نسبة العلم حوالي 1: 2. |                                           |
| المنطقة 10 (مينداناو الشمالية)  | كاميغويين                           |       | حقل أخضر يتوسطه شعار المقاطعة. نسبة العلم حوالي 1: 2. |                                           |
| المنطقة 6 (بيسايا الغربية)      | كابيز                               |       | حقل أزرق فاتح يتوسطه شعار المقاطعة. نسبة العلم تقربياً 1: 2. |                                           |
| المنطقة 5 (بيكول)               | كاتاندوانه                          |       | حقل أخضر يتوسطه شعار المقاطعة. نسبة العلم حوالي 1: 2. |                                           |
| المنطقة 4-أ (كالابارزون)        | كاويته                              |       | حقل أبيض يتوسطه شعار المقاطعة. نسبة العلم حوالي 1: 2. |                                           |
| المنطقة 7 (بيسايا الوسطى)       | سيبو                                |       | حقل أصفر يتوسطه شعار المقاطعة. نسبة العلم هي تقريبًا 1: 2 بينما المتغير الخارجي حوالي 3: 5. |                                           |
| المنطقة 12 (سوكسكسارغن)         | كوتاباتو                            |       | حقل أبيض يتوسطه شعار المقاطعة. نسبة العلم الأكثر شيوعًا هي 4: 5. |                                           |
| المنطقة 11 (منطقة دافاو)        | كامبوستلا ولي                       |       | حقل بني داكن يتوسطه شعار المقاطعة. نسبة العلم حوالي 3: 5. |                                           |
| المنطقة 11 (منطقة دافاو)        | دافاو ديل نورت                      |       | حقل أزرق فاتح يتوسطه شعار المقاطعة. نسبة العلم الأكثر شيوعًا هي 1: 2. |                                           |
| المنطقة 11 (منطقة دافاو)        | دافاو ديل سور                       |       | حقل أزرق ملكي يتوسطه شعار المقاطعة. نسبة العلم الأكثر شيوعًا هي 1: 2. |                                           |
| المنطقة 11 (منطقة دافاو)        | دافاو أوكسيدنتال                    |       | حقل أخضر يتوسطه شعار المقاطعة يحيط به شمس صفراء ذات خمسة أشعة. وجملة "PROVINCE OF DAVAO OCCIDENTAL" فوق الشعار وجملة "OFFICIAL SEAL" أسفله. نسبة العلم حوالي 4: 7                                                                           |                                           |
| المنطقة 11 (منطقة دافاو)        | دافاو أورينتال                      |       | حقل أزرق كحلي يتوسطه شعار المقاطعة. نسبة العلم الأكثر شهرة هي 1: 2. |                                           |
| المنطقة 13 كاراجا               | Dinagat Islands                     |       | حقل أبيض يتوسطه شعار المقاطعة. نسبة العلم الأكثر شهرة هي 2: 3. |                                           |
| المنطقة 8 (بيسايا الشرقية)      | سامار الشرقية                       |       | ثلاثة أشرطة عمودية أزرق داكن وأبيض وأحمر، يتوسطه شعار المقاطعة. نسبة العلم حوالي 1: 2. |                                           |
| المنطقة 6 (بيسايا الغربية)      | غيماراس                             |       | حقل أصفر ذهبي يتوسطه شعار المقاطعة. نسبة العلم حوالي 1: 2. |                                           |
| منطقة كورديليرا الإدارية        | ايفوغايو                            |       | حقل أزرق ملكي يتوسطه شعار المقاطعة> تبلغ نسبة العلم حوالي 11:18. |                                           |
| المنطقة 1 (الوكوس)              | إيلوكوس نورت                        |       | حقل أبيض يتوسطه شعار المقاطعة في الوسط. نسبة العلم هي 1: 2. | 13 يونيو 2011 (الحالي)                    |
| المنطقة 1 (الوكوس)              | إيلوكوس سور                         |       | حقل بورغندي يتوسطه شعار المقاطعة. نسبة العلم حوالي 3: 5. |                                           |
| المنطقة 6 (بيسايا الغربية)      | مدينة إيلويلو                       |       | حقل أبيض به نسخة دائرية من شعار المقاطعة موضوعة في النصف الأيمن من العلم، وسطر "PROVINCE" و "OF" باللون الأصفر الذهبي، وفي السطر الثالث "ILOILO" مكتوبة باللون الأزرق. نسبة العلم حوالي 1: 2.                                               |                                           |
| المنطقة 2 (كاغايان)             | إيزابيلا                            |       | حقل أخضر يتوسطه شعار المقاطعة. تبلغ نسبة العلم تقريبًا 6:11. |                                           |
| منطقة كورديليرا الإدارية        | كالينغا                             |       | حقل أبيض يتوسطه شعار المقاطعة. نسبة العلم هي 2: 3. |                                           |
| المنطقة 1 (الوكوس)              | لا يونيون                           |       | حقل أبيض يتوسطه شعار المقاطعة. نسبة العلم الأكثر شيوعًا هي 1: 2. |                                           |
| المنطقة 4-أ (كالابارزون)        | لاغونا                              |       | حقل أصفر يتوسطه شعار المقاطعة. وعبارة "SAGISAG NG LALAWIGAN NG LAGUNA" مكتوبة باللون الأخضر الداكن. ويوجد أسفل الشعار أربع نجوم خماسية. نسبة العلم هي 1: 2.                                                                                 | يونيو 2014                                |
| المنطقة 10 (مينداناو الشمالية)  | لاناو ديل نورتي                     |       | حقل أصفر ذهبي يتوسطه شعار المقاطعة. نسبة العلم حوالي 4: 7. |                                           |
| بانجسامورو                      | لاناو ديل سور                       |       | حقل أصفر ذهبي يتوسطه شعار المقاطعة. تبلغ نسبة العلم تقريبًا 7:10. |                                           |
| المنطقة 8 (بيسايا الشرقية)      | ليتي                                |       | ثلاثة ألوان أفقية أزرق داكن وأبيض، وأحمر يتوسطه شعار المقاطعة. تبلغ نسبة العلم تقريبًا 5: 7. |                                           |
| بانجسامورو                      | ماغوييندانايو                       |       | حقل أخضر يتوسطه شعار المقاطعة. تبلغ نسبة العلم 2: 3. |                                           |
| المنطقة 4-ب (ميماروبا)          | ماريندوك                            |       | حقل أخضر يتوسطه شعار المقاطعة. تبلغ نسبة العلم 2: 3. |                                           |
| المنطقة 5 (بيكول)               | ماسبات                              |       | حقل أزرق فاتح جدًا يتوسطه شعار المقاطعة محاطًا بالرقمين "19" و "01". نسبة العلم تقارب 2: 3. | 2014                                      |
| المنطقة 10 (مينداناو الشمالية)  | ميساميس أوتشيدنتال                  |       | حقل أصفر ذهبي يتوسطه شعار المقاطعة. نسبة العلم حوالي 1: 2. |                                           |
| المنطقة 10 (مينداناو الشمالية)  | ميساميس أوريانتال                   |       | حقل أبيض يتوسطه شعار المقاطعة. نسبة العلم حوالي 1: 2. |                                           |
| منطقة كورديليرا الإدارية        | مقاطعة ماونتين                      |       | حقل أصفر ذهبي يتوسطه شعار المقاطعة. تبلغ نسبة العلم تقريبًا 9:16. |                                           |
| المنطقة 6 (بيسايا الغربية)      | نيغروس أوتشيدنتال                   |       | حقل أزرق فاتح يتوسطه شعار المقاطعة. تبلغ نسبة العلم تقريبًا 2: 3. |                                           |
| المنطقة 7 (بيسايا الوسطى)       | أورينتال نيغروس                     |       | حقل أزرق كحلي يتوسطه شعار المقاطعة. نسبة العلم هي تقريبًا 1: 2. |                                           |
| المنطقة 8 (بيسايا الشرقية)      | سامار الشمالية                      |       | حقل برتقالي يتوسطه شعار المقاطعة. نسبة العلم تقريبًا 1: 2. |                                           |
| المنطقة 3 (لوزون المركزية)      | نويفا إيسيا                         |       | حقل أبيض يتوسطه شعار المقاطعة. تبلغ نسبة العلم تقريبًا 7:10. |                                           |
| المنطقة 2 (كاغايان)             | نويفا فيزكايا                       |       | علم ثنائي اللون يتوسطه شعار المقاطعة. |                                           |
| المنطقة 4-ب (ميماروبا)          | أوكسيدنتال ميندورو                  |       | حقل أبيض يتوسطه شعار المقاطعة. نسبة العلم تقربياً 1: 2. |                                           |
| المنطقة 4-ب (ميماروبا)          | أورينتال ميندورو                    |       | حقل أبيض يتوسطه شعار المقاطعة. نسبة العلم تقريبًا 1: 2. إصدار غرفة أورينتال ميندورو: حقل أبيض يتوسطه شعار المقاطعة وجملة ("LALAWIGAN NG SILANGANG MINDORO") أسفل الشعار؛ نسبة العلم تقارب 7:10.                                              |                                           |
| المنطقة 4-ب (ميماروبا)          | بالاوان                             |       | حقل أصفر ذهبي يتوسطه شعار المقاطعة. نسبة العلم تقريبًا 1: 2. |                                           |
| المنطقة 3 (لوزون المركزية)      | بامبانغا                            |       | حقل أبيض يتوسطه شعار المقاطعة. تبلغ نسبة العلم تقريبًا 3: 7. |                                           |
| المنطقة 1 (الوكوس)              | بانغاسينان                          |       | حقل أصفر ذهبي يتوسطه شعار المقاطعة. أبعاد العلم الرسمية هي العرض 36 والطول 56 بوصة، أو نسبة 9:14. | 20 فبراير 2017(مرسوم رقم 206-2017)        |
| المنطقة 4-أ (كالابارزون)        | كزون                                |       | حقل أزرق ملكي يتوسطه شعار المقاطعة. نسبة العلم تقارب 4: 7. |                                           |
| المنطقة 2 (كاغايان)             | كويرينو                             |       | حقل برتقالي يتوسطه شعار المقاطعة. نسبة العلم تقريبًا 1: 2. |                                           |
| المنطقة 4-أ (كالابارزون)        | ريزال                               |       | حقل أزرق فاتح يتوسطه شعار المقاطعة. نسبة العلم تقريبًا 1: 2. |                                           |
| المنطقة 4-ب (ميماروبا)          | رومبلون                             |       | حقل أبيض يتوسطه شعار المقاطعة. نسبة العلم تقارب 2: 3. |                                           |
| المنطقة 8 (بيسايا الشرقية)      | سامار                               |       | حقل أبيض محاط بأصفر ذهبي يتوسطه شعار المقاطعة. نسبة العلم حوالي 3: 5. |                                           |
| المنطقة 12 (سوكسكسارغن)         | سارانغاني                           |       | حقل أبيض يتوسطه شعار المقاطعة وجملة "SARANGANI PROVINCE" فوق الختم. نسبة العلم حوالي 3: 5. |                                           |
| المنطقة 7 (بيسايا الوسطى)       | سيكيخور                             |       | حقل أخضر يتوسطه شعار المقاطعة. نسبة العلم تقارب 5: 9. |                                           |
| المنطقة 6 (بيسايا الغربية)      | سوروسوغون                           |       | يتكون العلم اللونين الأحمر والأبيض ويوجد في وسط العلم شعار المقاطعة. |                                           |
| المنطقة 12 (سوكسكسارغن)         | جنوب كوتاباتو                       |       | العلم مقسم بشكل متساوي بصورة أفقية باللونين الأزرق والأبيض، ويوجد كذلك في العلم مثلث متساوي الأضلاع باللون الأصفر وفي وسط المثلث شعار المقاطعة. علم أبيض (للاستخدام الحكومي فقط): حقل أبيض يتوسطه شعار المقاطعة؛ نسبة العلم هي 4: 7 تقريبًا. |                                           |
| المنطقة 8 (بيسايا الشرقية)      | لايتي الجنوبية (علم لايتي الجنوبية) |       | حقل أخضر مع خطوط بيضاء أفقية ورأسية رفيعة تلتقي في وسط المربع العلوي على شكل صليب؛ ويوجد على الصليب إكليل من الزهور يتكون من قنب مانيلا وسعف نخيل، بينما توجد أربع أزهار أوركيد في خط قطري تنازلي. تبلغ نسبة العلم حوالي 13:25.             | 1970                                      |
| المنطقة 12 (سوكسكسارغن)         | سلطان قادرات                        |       | حقل أبيض مع عدة عناصر مأخوذة من ختم المقاطعة. تبلغ نسبة العلم تقريبًا 2: 3. |                                           |
| بانجسامورو                      | سولو                                |       | حقل أخضر يتوسطه شعار المقاطعة. تبلغ نسبة العلم تقريبًا 1: 2.العلم البديل يحتوي على جملة "PROVINCE OF SULU" (مقاطعة سولو) فوق الختم. |                                           |
| المنطقة 13 كاراجا               | سوريجاو ديل نورت                    |       | حقل أزرق فيروزي يتوسطه شعار المقاطعة. تبلغ نسبة العلم تقريبًا 7:15. |                                           |
| المنطقة 13 كاراجا               | سوريجاو ديل سور                     |       | حقل أبيض يتوسطه شعار المقاطعة. تبلغ نسبة العلم تقريبًا 7:10. |                                           |
| المنطقة 3 (لوزون المركزية)      | تارلاك                              |       | حقل أبيض يتوسطه شعار المقاطعة. نسبة العلم تقارب 6:11. |                                           |
| بانجسامورو                      | تاوي تاوي                           |       | حقل أصفر ذهبي تتوسطه عدة عناصر من ختم المقاطعة المعدل، بالإضافة إلى جملة "TAWI-TAWI" أعلى الشعار و"PROVINCE" أسفله. نسبة العلم تقارب 5: 7.                                                                                                  |                                           |
| المنطقة 3 (لوزون المركزية)      | زامباله                             |       | حقل أبيض يتوسطه شعار المقاطعة. نسبة العلم حوالي 1: 2. |                                           |
| المنطقة 9 (شبه جزيرة زامبوانجا) | زامبوانجا ديل نورت                  |       | حقل أصفر ذهبي يتوسطه شعار المقاطعة. تبلغ نسبة العلم حوالي 9:17. |                                           |
| المنطقة 9 (شبه جزيرة زامبوانجا) | زامبوانجا ديل سور                   |       | حقل أصفر ذهبي يتوسطه ختم المقاطعة، بالإضافة إلى جملة "PROVINCIAL GOVERNMENT" اعلى الختم. تبلغ نسبة العلم حوالي 11:20. نسخة غرفة سانغونيانغ بانلاويغان: حقل أبيض يتوسطه شعار المقاطعة؛ نسبة هذا العلم حوالي 3: 5.                            |                                           |
| المنطقة 9 (شبه جزيرة زامبوانجا) | زامبوانجا سيبوجاي                   |       | حقل أبيض يتوسطه شعار المقاطعة. نسبة العلم تقارب 1: 2. |                                           |

## أعلام البلديات والمدن
مثل أعلام معظم المقاطعات الفلبينية، عادةً ما تحمل أعلام المدن والبلديات شعار البلدية على خلفية ذات لون واحد ولكن هناك بعض الأعلام التي تختلف عن ذلك.
| العلم | التاريخ       | الاستخدام                     | الوصف |
| ----- | ------------- | ----------------------------- | --- |
|       |               | علم بلدية بليلهان             | |
|       |               | علم بلدية جارسيا هيرنانديز    | |
|       | 2003–حتى الآن | علم بلدية كاليلانجان          | يكون العلم من خطين أفقيين أزرق وأخضر مع شريط أبيض رأسي يحمل شمسًا محاطة بـ 14 نجمة. اعتُمد في 9 حزيران 2003 بموجب قرار المجلس البلدي رقم 2003-315.. |
|       |               | علم بلدية ماريبوجوك           | |
|       |               | علم بلدية سان ماتيو (الفلبين) | |
|       |               | علم بلدية بوستوس              | |
|       | 1995–حتى الآن | علم مدينة كافيت               | |
|       |               | علم ماندالويونغ               | |

## الأعلام المقترحة
| العلم | التاريخ    | الاستخدام | الوصف                                                                                          |
| ----- | ---------- | --------- | ---------------------------------------------------------------------------------------------- |
|       | 1995       | مقترح     | اقتراح الرئيس السابق فيديل فالديس راموس. اقتراح إضافة هلال لتمثيل الجالية المسلمة.             |
|       | 1998، 2008 | مقترح     | اقترح إضافة شعاع تاسع للشمس لتمثيل مساهمة المسلمين الفلبينيين في الحرية الوطنية.               |
|       | 2014       | مقترح     | اقتراحإيمانويل إل أوسوريو. اضافة شعاع تاسع لتمثيل المسلمين والسكان الاصليين ونجمة رابعة لصباح. |